# Sieradzice
Sieradzice – wieś w Polsce położona w województwie świętokrzyskim, w powiecie kazimierskim, w gminie Kazimierza Wielka.
| SIMC    | Nazwa      | Rodzaj    |
| ------- | ---------- | --------- |
| 0242134 | Folwark    | część wsi |
| 0242140 | Ksawerówka | część wsi |
| 0242157 | Przymiarki | część wsi |
| 0242163 | Stara Wieś | część wsi |
| 0242170 | Zakręcie   | część wsi |

Wieś usytuowana w powiecie proszowickim województwa krakowskiego oraz przynależała do parafii w Kościelcu w końcu XVI wieku. 
W latach 1954–1968 wieś należała i była siedzibą władz gromady Sieradzice, po jej zniesieniu w gromadzie Kamieńczyce. W latach 1975–1998 miejscowość administracyjnie należała do województwa kieleckiego.